# Union (журнал)
«Union» (бел. «Аб'една́нне») — ежеквартальный журнал, издававшийся в Лондоне в 1918—1966 (?) годах.
Выпускающей организацией выступало Христианское объединение белорусских работников в Великобритании. Редакция выставляла своё издание как «антикоммунистическое периодическое англо-белорусское издание». Материалы размещались на белорусском и английском языках. Основателем и редактором журнала был А. Варава. Целевой аудиторией были выбраны белорусы-эмигранты в Великобритании, США, Австралии и Канаде.
Журнал размещал исследования и архивные материалы по истории и культуре Белоруссии, а также известия о жизни эмигрантов, на его страницах шла полемика с официальными советскими изданиями по вопросам национальной политики и идеологии. Издание оказало поддержку идеям и декларациям Белорусской Центральной Рады и 2-го Всебелорусского конгресса (1944). В число авторов входили, например, тот же Варава, В. и Р. Островские, Ю. Живица, А. Соловей. Всего было выпущено более 100 номеров.